# دعوات وقف إطلاق النار خلال الحرب الفلسطينية الإسرائيلية 2023

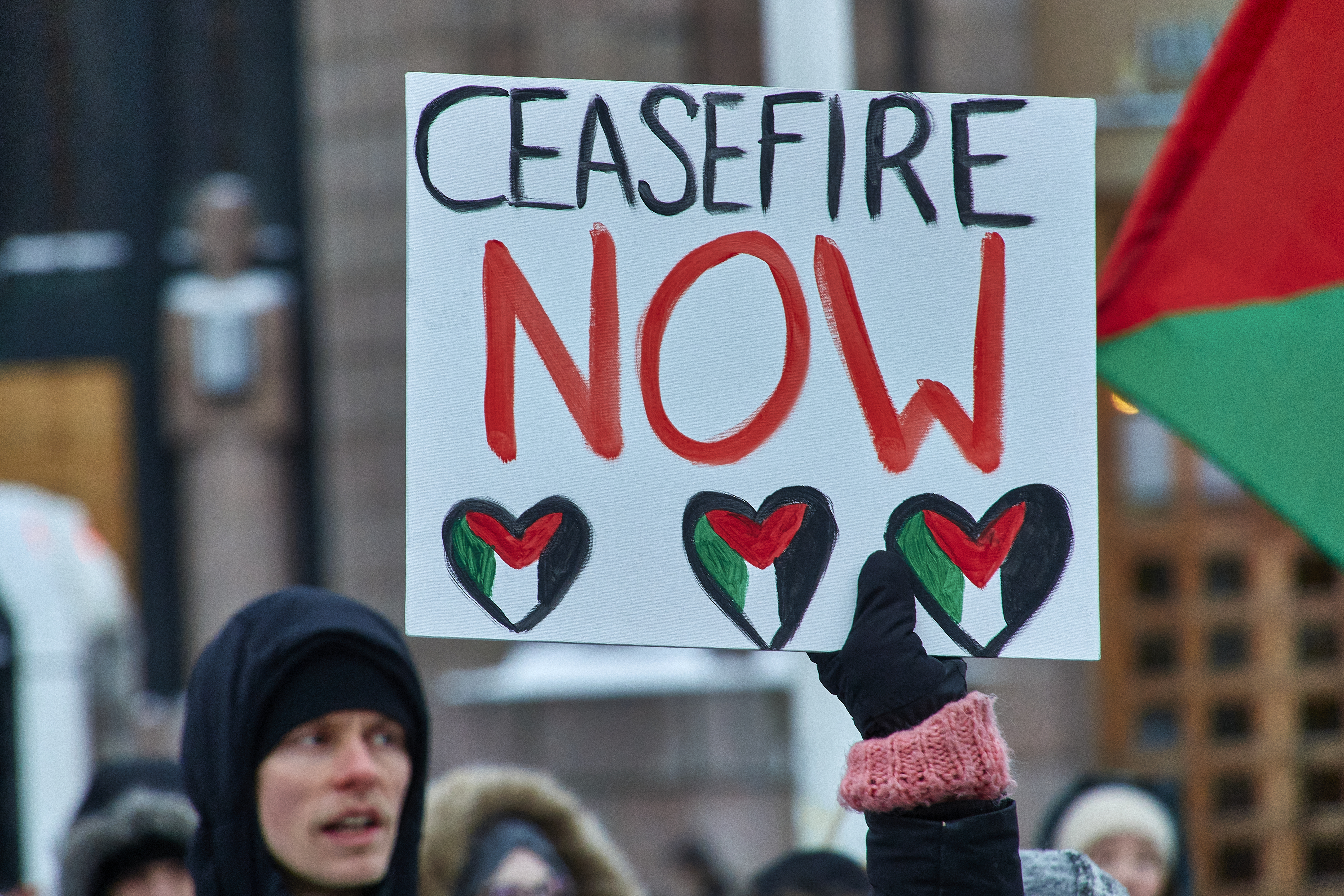
متظاهر في مسيرة مؤيدة لوقف إطلاق النار في فنلندا

خلال الحرب الفلسطينية الإسرائيلية 2023، كانت الدعوات لوقف إطلاق النار سمة مشتركة لردود الفعل الدولية على الصراع. وقد أدركت العديد من الجهات الدولية الفاعلة الحاجة الملحة لوقف إطلاق النار بسبب خطورة الأزمة الإنسانية في غزة وارتفاع عدد القتلى بين المدنيين، نتيجة الحصار والغزو الإسرائيلي لقطاع غزة. ومن الجدير بالذكر أن قادة بعض الحكومات الأوروبية التي تدعم إسرائيل بشكل عام في الصراع الإسرائيلي الفلسطيني كانوا من بين الأصوات الداعية إلى وقف إطلاق النار، بما في ذلك فرنسا وإسبانيا والبرتغال وأيرلندا، إلى جانب تركيا وروسيا ومصر وقطر والمملكة العربية السعودية، وغيرهم.
صار الحديث عن أثر ووقت وقف إطلاق النار بارزًا في الخطاب السياسي الداخلي للعديد من الدول، ومن بينها الولايات المتحدة والمملكة المتحدة، اللتين دعت حكومتاهما عوضًا عن ذلك إلى "وقف مؤقت لأسباب إنسانية" للقتال الدائر. وفي الحادي عشر من نوفمبر استمر رئيس الوزراء الإسرائيلي بنيامين نتنياهو في رفض المطالبات بوقف إطلاق النار، فيما عرض المتحدث باسم كتائب القسام التابعة لحركة حماس، في الثالث عشر من الشهر ذاته، إطلاق سراح سبعين رهينة إسرائيليًا مقابل هدنة لمدة خمسة أيام ووقف لإطلاق النار.

## حكومات

### أفريقيا
- الجزائر: في فبراير 2024، تقدمت الجزائر بمقترح قرار إلى الأمم المتحدة داعية إلى وقف إطلاق النار فورًا وإطلاق سراح جميع الرهائن.[5] وفي العشرين من الشهر ذاته، صوت ثلاثة عشر عضوًا في مجلس الأمن التابع للأمم المتحدة لصالح هذا المقترح، إلا أن الولايات المتحدة الأمريكية اعترضت عليه.[6]

### الأمريكتان
- البرازيل: في وقت مبكر من يوم الحادي عشر من أكتوبر، نشر الرئيس البرازيلي لويس إيناسيو لولا دا سيلفا تغريدة على موقع "X" قال فيها: "هناك حاجة ملحة للتدخل الإنساني الدولي... هناك ضرورة ماسة لوقف إطلاق النار دفاعًا عن الأطفال الإسرائيليين والفلسطينيين".[7]
- الولايات المتحدة:
  -  هاواي: كان مجلس شيوخ ولاية هاواي أول هيئة تشريعية في الولايات المتحدة تدعو إلى وقف فوري ودائم لإطلاق النار.[8] وينص مشروع القانون على أنه "يتم حث أعضاء وفد الكونجرس في هاواي على الإلحاح على إدارة بايدن بدعوتها إلى وقف إطلاق النار في غزة فورًا وبشكل دائم".[9]
- دومينيكا: أدان رئيس الوزراء روزفلت سكيريت الصراع ووصفه بالبغيض.[10]
- هندوراس: أصدرت الحكومة بيانًا تدين فيه حركة حماس بسبب الهجمات، وأعربت عن تضامنها مع الشعب الإسرائيلي ودعت إلى وقف إطلاق النار.[11] غير أنه في الثالث من نوفمبر، استدعت هندوراس سفيرها لدى إسرائيل بسبب انتهاكات القانون الإنساني الدولي في قطاع غزة.[12]

### آسيا
- أفغانستان: صوَّتت لصالح قراري الأمم المتحدة ES-10/21 وES-10/22، اللذان يدعوان إلى وقف فوري لإطلاق النار.[13]
- الإمارات العربية المتحدة: دعت وزارة الخارجية إلى وقف فوري لإطلاق النار، [14] وفي وقت لاحق أدانت حركة حماس بسبب "تصعيدها الخطير" واحتجازها للرهائن.[15]
- الصين: في العشرين من أكتوبر، التقى الرئيس شي جين بينغ رئيس الوزراء المصري مصطفى مدبولي، ونُقل عنه قوله: "إن الأولوية القصوى الآن هي وقف إطلاق النار في أقرب وقت ممكن، لتفادي اتساع نطاق الصراع أو حتى خروجه عن السيطرة والتسبب في أزمة إنسانية خطيرة".[16]
- باكستان: أصدرت وزارة الخارجية بيانًا حثت فيه على وقف فوري لإطلاق النار، والعودة إلى المفاوضات السلمية، مشيرةً إلى أنها "تراقب عن كثب تطورات الوضع".[17] وكررت باكستان موقفها بأن حل الصراع يكمن في حل الدولتين، بما في ذلك إقامة دولة فلسطينية قابلة للحياة وذات سيادة ومتواصلة وعاصمتها القدس.[18]
- بنغلاديش: أصدرت وزارة الخارجية بيانًا صحفيًا دعت فيه إلى وقف إطلاق النار فورًا، وحل النزاع عبر الحوار والدبلوماسية، وأدانت فيه النزاع المسلح، وأبدت قلقها البالغ إزاء "الخسائر المأساوية في أرواح المدنيين"، وحثت الطرفين على "بذل أقصى درجات ضبط النفس".[19][20]
- فيتنام: صرح المتحدث باسم وزارة الخارجية الفيتنامية فام ثو هانج أن فيتنام "تدين بشدة أعمال العنف ضد المدنيين والمرافق الإنسانية والبنية التحتية الأساسية في صراع الشرق الأوسط"، داعيًا الطرفين إلى "وقف إطلاق النار فورًا، ووقف استخدام القوة، واحترام القانون الدولي والقانون الدولي الإنساني، واستئناف المفاوضات وحل الخلافات بالطرق السلمية".[21]

### أوروبا
- ألبانيا: في 9 نوفمبر 2023، صرح رئيس وزراء ألبانيا إيدي راما بأن "وقف الأعمال العدائية النشطة أمر ضروري"، موضحًا أن "ألبانيا تقف بحزم إلى جانب إسرائيل ضد حركة حماس".[22]
- تركيا: في 4 نوفمبر استدعت تركيا سفيرها لدى إسرائيل "في ضوء المأساة الإنسانية التي تتكشف في غزة بسبب الهجمات المستمرة التي تشنها إسرائيل ضد المدنيين، ورفض إسرائيل قبول وقف إطلاق النار".[23]
- روسيا: دعا السفير الروسي لدى الأمم المتحدة فاسيلي نيبينزيا إلى وقف إطلاق النار لأسباب إنسانية.[24]
- سويسرا: أدانت الحكومة الهجمات وطالبت جميع الأطراف بالعمل من أجل التوصل إلى حل سلمي. كما أكدت على أن وقف التصعيد هو الأولوية، ودعت المسؤولين إلى بذل كل ما في وسعهم للتوصل إلى وقف لإطلاق النار وتجنب التصعيد الإقليمي.[25]
- فرنسا: في 10 نوفمبر 2023 دعا الرئيس إيمانويل ماكرون إلى وقف إطلاق النار وحث إسرائيل على وقف قصف غزة وقتل المدنيين.[26]

### أوقيانوسيا
- أستراليا: في 22 مارس 2024 أصدرت أستراليا والمملكة المتحدة بيانًا مشتركًا يدعو إلى وقف فوري لإطلاق النار.[27]

## ردود الفعل في إسرائيل وغزة
منذ الحادي عشر من نوفمبر، استمر رئيس الوزراء الإسرائيلي بنيامين نتنياهو في رفض الدعوات لوقف إطلاق النار. وفي الثالث عشر من نوفمبر عرض المتحدث باسم كتائب الشهيد عز الدين القسام التابعة لحركة حماس إطلاق سراح سبعين رهينة إسرائيلية مقابل هدنة مدتها خمسة أيام ووقف إطلاق النار.
في 6 مايو 2024، قبلت حماس شروط وقف إطلاق النار بوساطة مصر وقطر.

## شخصيات عامة تطالب بوقف إطلاق النار
إضافةً إلى الحكومات، دعت العديد من الشخصيات العامة، من بينهم الفنانون والسياسيون، إلى وقف إطلاق النار.

### ممثلون
- عليا شوكت
- أليسا ميلانو
- أماندا سيليس  [لغات أخرى]‏
- أمبير تامبلين
- أمريكا فيرارا
- أندرو غارفيلد
- أريا ميا لوبيرتي  [لغات أخرى]‏
- آيو إدبيري
- بوني رايت
- كيت بلانشيت
- تشانينج تيتوم
- ديفيد كروس
- ديفيد أويلو
- دومينيك فيشباك
- دومينيك ثورن
- هند صبري
- إنديا موور
- جيرمي سترونغ
- جيسيكا شاستاين
- جيسي باكلي
- خواكين فينيكس
- كريستين ستيوارت
- ماهرشالا علي
- مارغريت تشو
- مارك رافالو
- مي القلماوي
- مايكل مالاركي
- مايكل شانون
- أوسكار إسحاق
- كينتا برونسون
- رامي يوسف
- ريز أحمد
- روني مارا
- روزاريو دوسن
- روان بلانشرد
- ساندرا أوه
- شايلين وودلي
- سوزان سارندون
- تايلور بيج
- والاس شون
- يارا شهيدي

### مؤلفون
- فاطمة فرحين ميرزا [الإنجليزية]

### كوميديون
- باسم يوسف
- إلانا غليزر
- جون ستيوارت (كوميدي أمريكي)
- ميشيل وولف (ممثلة)
- مو عامر
- واندا سايكس
- حسن منهاج

### مخرجو أفلام
- شيرين دعيبس
- Elvira Lind
- جيمس شيموس
- مايكل مور
- رايان كوغلر
- سباستيان سيلفا (موسيقي)

### موسيقيون
- أني دي فرانكو
- أنوشكا شنكار
- بيلي (مغن راب)
- كارولين بولاتشيك
- ديبلو
- دوا ليبا
- إليانا
- فلورنس بيو
- كيلاني (مغنية)
- ماكليمور
- ميغيل (مغني)
- ناتالي ميرشانت
- رافينا أورورا  [لغات أخرى]‏
- فيك منسا  [لغات أخرى]‏
- فيكتوريا مونيت

### سياسيون أمريكيون
- ألما إس. آدامز
- تامي بالدوين
- مايكل بينيت
- دون باير
- كوري بوكر
- كريس كونز
- سانفورد بيشوب  [لغات أخرى]‏
- تامي دوكوورث
- ديك دوربين
- جمال بومان
- مارتن هاينريش
- كوري بوش
- جون هيكنلوبر
- توني كارديناس
- مازي هيرونو
- أندريه كارسن
- تيم كين
- تروي كارتر
- مارك كيلي
- أنغوس كينغ
- خواكين كاسترو
- بن راي لوجان
- جودي تشو
- إد ماركي
- ايمانويل كليفر
- جيف ميركلي
- ستيف كوهن
- كريس ميرفي
- جيري كونولي
- باتي موراي
- جون أوسوف
- جاك ريد (سياسي)
- جين شاهين
- تينا سميث
- كريس فان هولن
- لويد دوجت
- مارك وارنر (سياسي)
- فيرونيكا اسكوبار  [لغات أخرى]‏
- رافائيل وارنوك
- إليزابيث وارن
- ماكسويل فروست
- بيتر ويلش
- روبرت غارسيا (سياسي)
- جيمي جوميز
- أل غرين (سياسي)
- راؤول جريخالبا  [لغات أخرى]‏
- جارد هوفمان
- جوناثان جاكسون (رجل أعمال)
- سارة جاكوبس
- براميلا دجيابال
- هانك جونسون
- رو خانا
- باربرا لي
- ستيفن إف. لونش
- جيم ماكغفرن (سياسي)
- جيري نادلر
- ألكساندريا أوكاسيو-كورتيز
- إلهان عمر
- دونالد باين الابن  [لغات أخرى]‏
- دين فيليبس
- مارك بوكان
- آيانا بريسلي
- كيم شرير
- تيري سيويل  [لغات أخرى]‏
- براد شيرمان  [لغات أخرى]‏
- ميلاني ستانسبري
- إليسا سلوتكين
- مارك تاكانو
- بيني تومسون
- رشيدة طليب
- ماكسين مور ووترز
- بوني واتسون كولمان  [لغات أخرى]‏
- جينيفر لين (محامية وسياسية)
- سوزان وايلد
- نيكيما ويليامس

## أنظر أيضا
- اتفاقية وقف إطلاق النار بين إسرائيل وحماس 2008
- الأزمة الإنسانية في غزة 2023
- المظاهرات على الحرب الإسرائيلية على قطاع غزة 2023
- محاولات وقف إطلاق النار خلال حرب لبنان 2006
- التأثير الدبلوماسي للحرب الفلسطينية الإسرائيلية 2023
- ردود الفعل على عملية طوفان الأقصى
- قرار الجمعية العامة للأمم المتحدة ES-10/21